# 대한민국 법원
대한민국 법원(大韓民國 法院, 영어: Court of Korea)은 대한민국에서 포괄적 사법권을 행사하는 일반법원으로, 법원조직법에 따라 조직된다. 헌법 제101조 제2항에 따른 자체적 최고법원인 대법원과 그 하급심 법원들인 각급법원으로 구성되어 있다.

## 사법권 독립의 보장
사법권을 입법권과 행정권으로부터 독립시켜 법관이 재판을 할 때에는 정치적 또는 사회적 압력을 받지 아니하고 다만 헌법과 법률에 의거함으로써 재판의 공정을 기하자는 것이 사법권 독립의 원칙이다. 사법권은 법관으로 구성된 법원에 속하는 것(헌법 제101조 제1항), 법원의 인적 조직에 관한 것(헌법 제102조), 법관은 판결을 함에 있어 헌법과 법률에 의하여 그 양심에 따라 독립하여 심판하는 것(헌법 제103조), 법관의 자격은 법률로써 정하는 것(헌법 제101조 제3항), 법관의 임기는 10년으로 하며 법률이 정하는 바에 의해 연임될 수 있는 것(헌법 제105조 제2항), 법관의 신분 보장을 강화한 것(헌법 제106조), 법관의 인사를 자체적으로 주관하는 것(헌법 제104조) 등의 규정이 바로 그 내용이다.
사법권은 본래 법원에만 있었으나 군사정권의 독재가 끝나게 된 1988년 헌법에 따라 헌법재판소가 설치되면서 사법부의 독점적 지위는 이원화되어 분담하게 되었고, 특히 헌법 제107조 제1항에서 '법률이 헌법에 위반되는지 여부가 재판의 전제가 된 경우에는 법원은 헌법재판소에 제청하여 그 심판에 의하여 재판한다'는 조문에 의하여 법원의 위헌법률심사권이 박탈되었다. 다만 대법원은 헌법 제107조 제2항에 따라 명령·규칙 또는 처분이 헌법이나 법률에 위반되는 여부가 재판의 전제가 된 경우에는 최종적으로 심사할 권한을 가지므로 일부 헌법재판권을 헌법재판소와 분담하고 있다.
법원은 포괄적 사법권을 가지나, 불고불리의 원칙에 따라 공소 등 소가 제기된 사건만 판단할 수 있다. 이에 따라 형사재판에서는 검찰의 기소편의주의에 영향을 받으며 고소·고발 사건에서 기소편의주의에 의한 불기소처분에 불복하는 구제절차로서 항고에 대한 재정신청, 경찰이 경미하다고 판단하여 벌금 20만원 이하로 처벌하기로 할 때 청구할 수 있는 즉결심판, 검사가 벌금형의 심판을 하기로 결정했을 때 약식명령을 구하는 약식절차 등을 통해 접수된 사건에 대해서만 재판권을 행사할 수 있다. 한편으로 일부 필요적 행정심판전치주의에 따라 재판의 전심절차로서 법률에 의해 사법절차를 준용하는 행정심판을 거친 사건에 대해서만 재판권을 행사할 수 있다.

## 법원의 조직
대한민국에서는 헌법 제5장에 법원에 관한 규정을 두고 있다. 헌법은 법원의 조직을 헌법 스스로 규정하거나 또는 법률로 정하게 함으로써 행정부의 법원 조직에 대한 간섭을 금지하여 사법권의 독립을 보장하였다. 즉 헌법은 법원을 최고 법원인 대법원과 각급 법원으로 조직하게 하고(헌법 101조 2항), 대법원과 각급 법원의 조직은 법률로 정하게 하여(헌법 102조 3항), 법원 조직법에서 대법원 및 하급 법원(고등 법원·지방 법원 및 가정 법원)과 각 지원 및 등기소를 설치하게 하였으며, 각급 법원의 설치와 관할 구역에 관한 법률 및 등기소의 설치와 관할 구역에 관한 규칙을 제정하여 관할 구역을 정하였다.

### 목록
- 대법원
  - 특허법원
  - 서울고등법원
    - 서울중앙지방법원
    - 서울동부지방법원
    - 서울남부지방법원
    - 서울북부지방법원
    - 서울서부지방법원
    - 서울행정법원
    - 서울가정법원
    - 서울회생법원
    - 의정부지방법원
      - 고양지원
      - 남양주지원

    - 인천지방법원
      - 부천지원

    - 인천가정법원
    - 춘천지방법원
      - 강릉지원
      - 원주지원
      - 속초지원
      - 영월지원

  - 수원고등법원
    - 수원지방법원
      - 성남지원
      - 여주지원
      - 평택지원
      - 안산지원
      - 안양지원

    - 수원가정법원
    - 수원회생법원

  - 부산고등법원
    - 부산지방법원
      - 동부지원
      - 서부지원

    - 부산가정법원
    - 부산회생법원
    - 울산지방법원
    - 울산가정법원
    - 창원지방법원
      - 마산지원
      - 거창지원
      - 진주지원
      - 밀양지원
      - 통영지원

  - 대구고등법원
    - 대구지방법원
      - 서부지원
      - 안동지원
      - 포항지원
      - 경주지원
      - 김천지원
      - 영덕지원
      - 상주지원
      - 의성지원

    - 대구가정법원

  - 대전고등법원
    - 대전지방법원
      - 공주지원
      - 논산지원
      - 홍성지원
      - 서산지원
      - 천안지원

    - 대전가정법원
    - 청주지방법원
      - 충주지원
      - 제천지원
      - 영동지원

  - 광주고등법원
    - 광주지방법원
      - 목포지원
      - 장흥지원
      - 순천지원
      - 해남지원

    - 광주가정법원
    - 전주지방법원
      - 군산지원
      - 정읍지원
      - 남원지원

    - 제주지방법원

대법원의 산하에는 사법행정을 분장하기 위해 법원행정처, 사법연수원과 같은 기관을 별도로 두고 있다.

## 법관

### 법관의 자격
헌법은 법관의 자격은 법률로써 정하도록 하고 있으며(헌법 101조 3항), 이에 따라 제정된 법원 조직법은 법관 인사에 관하여 상세한 규정을 두고 있다. 일반 법관은 사법 시험에 합격한 연후에 대법원에 설치된 사법 연수원에서 2년에 걸친 연수를 마친 다음 임명하게 되며, 대법원장과 대법관은 15년 이상 판사·검사·변호사의 직에 있던 자, 판사·검사·변호사의 자격이 있는 자로서 국가 기관, 국·공영 기업체, 정부 투자 기관 기타 법인에서 법률에 관한 사무에 종사하거나 공인된 대학의 법률학 조교수 이상의 직에 있던 자로서 40세 이상의 자 중에서 임용하고, 고등 법원장·지방 법원장·가정 법원장인 판사 및 고등 법원 부장 판사는 10년 이상, 고등 법원 판사와 지방 법원 부장 판사 및 가정 법원 부장 판사는 5년 이상 위 각호의 직에 있던 자 중에서 임용한다(법원 조직법 42조).

### 법관의 임명 절차
대법원장은 대통령이 국회의 동의를 얻어 임명한다(헌법 104조 1항). 대법관은 대법원장의 제청으로 국회의 동의를 얻어 대통령이 임명한다(헌법 104조 2항). 그 밖의 법관은 대법관 회의의 동의를 얻어 대법원장이 임명한다(헌법 105조 3항).

### 법관의 임기
대법관의 임기는 6년이고, 그 밖의 일반 법관의 임기는 10년이며, 모두 법률이 정하는 바에 따라 연임할 수 있다. 다만 대법원장 임기는 6년으로 하며 중임할 수 없다(헌법 105조). 사법권의 독립을 보장하자면 우선 법관의 지위와 신분이 보장되어야 할 것이며, 법관의 신분 보장을 철저히 하려면 임기제보다는 영미(英美)의 경우처럼 종신제를 원칙으로 하여야 할 것이다. 그럼에도 불구하고 대한민국 헌법이 임기제를 채택하여 법관의 임기를 10년으로 하고 다만 연임할 수 있도록 규정한 것은 10년마다 법관의 적격성을 검토하려는 데에 그 뜻이 있고, 또한 종신제를 택하게 된다면 법관이 독선화하고 보수화되기 쉬운 것이다. 따라서 사법권의 독립을 철저히 보장하려면 종신제를 택하여야 원칙이나 임기제를 택한 이유는 사법의 민주화를 도모하자는 데에 있는 것이다.
그러나 연임제(連任制)에 따라 법관은 특별한 과실이 없는 한 재임명될 수 있을 것이므로 법률에 규정된 정년(停年)에 이르기까지는 그 지위가 보장될 것이다. 법관의 정년제는 사법의 노쇠화를 방지하기 위하여, 법률이 정(定)한 연령(정한연령(停限年齡))에 도달하면 퇴직하게 하는 제도를 말한다. 법원 조직법은 대법원장과 대법관의 정년은 70세, 그 이외의 법관의 정년은 65세로 하고 있다(법원 조직법 45조 4항). 헌법은 이와 같은 임기제·연임제·정년제를 통해서 한편으로는 법관의 보수화와 노쇠화를 방지하고 또 한편으로는 법관의 전문적 숙련성을 확보하려 하고 있다.

### 법관의 신분 보장
법관은 탄핵·금고 이상의 형의 선고에 의하지 아니하고는 파면되지 아니하며 징계 처분에 의하지 아니하고는 정직·감봉 기타 불리한 처분을 받지 아니한다(헌법 106조 1항). 불리한 처분이라 함은 그 의사에 반한 휴직 또는 견책 등을 뜻한다. 대법원에 법관 징계 위원회를 두고 법관의 징계에 관한 사항은 법률로써 정한다(법원 조직법 48조). 법관 징계법에 따르면 징계 처분은 견책·감봉과 정직의 3종으로 되어 있으며, 징계 위원회의 징계심의는 대법원장, 대법관, 고등 법원장, 사법 연수원장, 법원공무원교육원장, 지방 법원장 또는 가정 법원장의 청구에 따라 개시된다.
또한 법관이 중대한 심신상(心身上)의 장해로 직무를 수행할 수 없을 때에는 법률이 정하는 바에 따라 퇴직하게 할 수 있다(헌법 106조 2항). 여기서 심신상의 장해라 함은 장기(長期)의 심신 쇠약으로 직무를 감당할 수 없을 뿐 아니라 회복의 가망성이 없는 경우를 말한다. 그밖에 대법원장은 다른 국가 기관으로부터 법관의 파견 근무 요청이 있을 경우에 그 요청이 타당하다고 인정되고 당해 법관이 이에 동의하는 경우에 기간을 정해 이를 허가할 수 있다(법원 조직법 50조).

### 법관의 보직과 분류
공식적으로 법관은 법원조직법 제5조 제1항에 따라 '대법원장', '대법원장이 아닌 대법관' 및 '판사'의 세 단계로만 이루어져 있으므로, 대법관으로 임명되는 것 외에 공식적으로 직급이 변경되는 경우는 존재하지 않고, 다만 어떤 법원의 어떤 직위에서 재판을 수행할 것인지의 보직 개념만이 존재한다. 새로 임명을 받은 판사들은 일반적으로 1심을 맡은 지방법원 합의부의 배석판사로 근무하며 재판장인 부장판사로부터 도제식 지도를 받으며 재판 업무를 수행한다. 배석판사로 5~6년이 지나면 지방법원의 민ㆍ형사 단독판사가 돼 독립적인 재판을 하게 된다. 다시 단독판사로 5~6년을 근무하면 고등법원의 배석판사가 되고 그 이후에는 부장판사가 된다.

## 법원의 권한
법원은 민사 사건과 형사 사건을 비롯한 행정 사건 기타 법률적 쟁송(法律的爭訟)에 관한 권한을 가지고 있다. 그러나 법원은 이와 같은 고유의 권한 외에도 여러 가지 다른 권한도 가지고 있는데, 법원에 부여된 권한을 열거하면 다음과 같다.
- 민사·형사·행정·선거 소송 기타 법률적 쟁송에 관한 재판권
- 비송 사건의 관장(管掌)
- 명령·규칙 심사권
- 위헌 법률 심사 제청권 : 법률의 위헌여부가 재판의 전제가 된 경우에는 선택이 아니라 필수적으로 제청하여야 하는 법률과 달리 법원행정처에서  만든 실무편람에 근거하여 자체적으로 위헌심사를 하여 적법해도 제청하지 않아 헌법재판소 심판권을 침해하고 있다.
- 대법원의 규칙 제정권
- 사법 행정권
- 법정 질서 유지권
- 대법원장의 헌법재판소 재판관(3명) 지명권
- 대법원장의 중앙선거관리위원회 위원(3명) 지명권

이 중에서 헌법재판소 재판관·중앙선거관리위원회 위원의 지명권과 일반 법관의 임명·보직권은 대법원장의 권한이고, 나머지는 법원의 권한이다. 그러나 사법 사무(司法事務) 규칙 제정권과 법관 징계 및 선거 소송에 관한 재판권은 대법원의 권한이고 행정 소송에 관한 재판권은 고등 법원과 대법원의 권한에 속한다. 이러한 재판권의 차이는 일부 소송이 단심제 또는 2심제를 실시하는데 기인한다.

### 위헌심사
1988년 개정 헌법 제107조, 제111조에 따라 법률에 대한 위헌심사(사법심사)권은 헌법재판소에 있으나,  명령ㆍ규칙ㆍ처분에 대한 위헌심사권은 대법원에 최종적 권한이 있다.

## 재판의 심급제

대한민국의 심급 제도

재판의 심급제는 소송 절차를 신중하게 함으로써 공정한 재판을 기하려는 것이다. 헌법은 법원을 최고 법원인 대법원과 각급 법원으로 조직하게 하여 간접적으로나마 상하(上下)의 심급제를 규정하고 있고(헌법 101조 2항), 법원 조직법은 법원의 종류를 대법원, 고등 법원, 지방 법원으로 하여 3심제를 규정하고 있다(법원 조직법 3조 1항). 이에 따라 민·형사 사건에 관한 소송은 지방 법원 합의부 → 고등 법원 → 대법원으로 진행하고, 소액 사건 심판법에 의한 소액 사건(小額事件) 또는 경미한 사건에 관한 소송은 지방 법원(지원) 단독부 → 지방 법원(본원) 합의 항소부(合議抗訴部) → 대법원으로 진행하는 3심제를 원칙으로 하고 있다. 또한 1998년 행정법원 설치됨으로써 행정소송 또한 3심제가 적용되고 있다.
그러나 이런 3심제의 원칙은 민·형사 사건에만 적용되고, 선거 소송 및 비상계엄하의 군사 재판은 각각 2심제 및 단심제(單審制)로 되어 있다.

## 재판의 합의
합의부 재판은 부장판사를 재판장으로 하고 2명의 초임급 판사를 부원으로 하여 진행하여 실질적으로 재판장에 의한 단독 재판이며 재판의 합의는 공개하지 않는다(법원 조직법 65조). 이와 같이 합의의 내용은 비밀이나 대법원 재판서에는 합의에 관여한 대법관의 의견을 표시해야 한다(법원 조직법 15조)고 규정하여 합의의 비공개 원칙에 대한 예외를 두어 최고 법원의 법관으로서 강력한 책임을 느끼게 하도록 하였다.

### 재판 기관
합의부와 단독부가 있으며 대법원은 대법관 전원의 3분의 2 이상의 합의체, 고등 법원은 판사 3인의 합의부로서, 지방 법원(가정 법원)은 지방 법원 판사 3인의 합의부와 단독 판사로서 구성되어 있다. 그러나 대법원에서는 대법관 3인 이상으로 구성된 부에서 먼저 사건을 심리하여 의견이 일치한 때에 한하여 일정한 경우를 제외하고 재판할 수 있다. 그 일정한 경우라는 것은 명령 또는 규칙이 헌법에 위반함을 인정하는 때, 명령·규칙이 법률에 위반함을 인정하는 때, 종전에 대법원에서 판시한 헌법·법률·명령 또는 규칙의 해석 적용에 관한 의견을 변경할 필요가 있음을 인정하는 때, 사법부에서 재판함이 적당하지 아니함을 인정한 때이다(법원 조직법 7조 1항).

### 합의부의 재판
구성원인 법관의 합의에 있어 그 과반수 의견으로 정하고 합의에 관한 의견이 3설 이상 분립하여 각각 과반수에 달하지 못하는 때에는 수액에서는 과반수에 달하기까지 최다액의 의견의 수에 순차 소액의 의견의 수를 가하여 그 중 최소액의 의견에 의하고, 형사에서는 과반수에 달하기까지 피고인에게 가장 불리한 의견의 수에 순차 유리한 의견을 가하여 그 중 유리한 의견에 의한다(법원 조직법 66조 2항).

## 상징
|                 |
| 대한민국 법원기 |

|                    |
| 대한민국 법원 휘장 |

## 같이 보기
- 대한민국 정부
- 대한민국 입법부
- 대한민국 행정부
- 대한민국 사법부
- 대한민국 지방법원
- 대한민국 고등법원
- 대한민국 대법원
- 대한민국 군사법원
- 대한민국 헌법재판소
- 대한민국 특허법원
- 대한민국 검찰청
- 대한민국 경찰청
- 대한민국의 법원 관할 구역